# Lake Haiyaha Trail
Le Lake Haiyaha Trail est un sentier de randonnée américain dans le comté de Larimer, au Colorado. Il dessert le lac Haiyaha, auquel il doit son nom. Protégé au sein du parc national de Rocky Mountain, il est lui-même inscrit au Registre national des lieux historiques depuis le 5 mars 2008.